# Соларпанк
Соларпанк (англ. solarpunk: solar — буквально «солнечная энергия» и punk — «панк») — жанр и направление искусства, представляющее, как могло бы выглядеть будущее, если бы человечеству удалось решить основные современные проблемы с акцентом на устойчивое развитие, изменение климата и загрязнение окружающей среды. Это поджанр в научной фантастике, связанный с производными киберпанка, и может заимствовать элементы из утопических и фантастических жанров. В отличие от киберпанка, использующего мрачную эстетику с персонажами, маргинализированными или поглощёнными технологиями в условиях, иллюстрирующих искусственную и доминирующую среду, соларпанк использует условия, в которых технологии позволяют человечеству устойчиво сосуществовать с окружающей средой в эстетике, навеянной модерном, передающей ощущения чистоты, изобилия и равенства. Хотя соларпанк и связан с технологиями, он также принимает низкотехнологичные способы устойчивого существования, такие как садоводство, позитивная психология и этика «сделай сам». Его темы могут отражать экологическую философию, такую как ярко-зелёный экологизм, глубокая экология и экомодернизм, а также панковские идеологии, такие как антиконсюмеризм, антиавторитаризм и движение за права человека.
Как художественное движение, соларпанк возник в 2010-х годах как реакция на преобладание постапокалиптических и антиутопических медиа наряду с растущим осознанием социальной несправедливости, последствий изменения климата и неразрывного экономического неравенства. Соларпанк возник, когда художники и их последователи искали альтернативы антиутопическому будущему, которые были бы прагматичными и не полагались на таинственные технологии «чёрного ящика». Жанр получил более чёткое определение благодаря онлайн-сообществам, которые делились контентом и дискуссиями на медиа-платформах и специальных веб-сайтах. Соларпанк был использован во множестве медиа, таких как литература, изобразительное искусство, архитектура, мода, музыка, татуировки и видеоигры. В литературе к соларпанку относят многочисленные ранее опубликованные романы, в том числе «Обделённые» Урсулы К. Ле Гуин, «Экотопия» Эрнеста Калленбаха и многие произведения Кима Стэнли Робинсона. Первыми произведениями, целенаправленно написанными в жанре соларпанк, были короткие рассказы, собранные в антологии, а позже — новеллы и романы, такие как «Псалом для диких» Бекки Чемберс.

## Предыстория
Термин «соларпанк» был предложен в 2008 году в блоге под названием «От стимпанка к соларпанку», в котором анонимный автор, вдохновившись кораблём MS Beluga Skysails, создал концепцию нового поджанра спекулятивной фантастики, в котором стимпанк сосредоточен на конкретных технологиях, но руководствуется практичностью и современной экономикой. В 2009 году литературный публицист Мэтт Стаггс опубликовал в своём блоге «Манифест зелёного панка», в котором описал своё видение технофильного жанра, сосредоточенного на технологиях, которые можно сделать самому, и делающего акцент на позитивных экологических и социальных изменениях. После того как визуальная художница Оливия Луиз разместила на Tumblr концепт-арт эстетики соларпанка, исследователь Адам Флинн в 2014 году внёс свой вклад в форум научной фантастики Project Hieroglyph с дальнейшим определением зарождающегося жанра. На основе записей Флинна и материалов, размещённых на сайте solarpunks.net, в 2019 году был опубликован манифест соларпанка, описывающий соларпанк как движение в спекулятивной фантастике, искусстве, моде и активизме, стремящееся ответить на вопрос «как выглядит устойчивая цивилизация и как мы можем туда попасть?».

## Тематика и философия
Центральной темой соларпанка является интеграция передовых технологий в общество с целью улучшить социальную, экономическую и экологическую устойчивость. Это резко контрастирует с киберпанком, в котором изображаются высокоразвитые технологии, не оказывающие значительного влияния на социальные, экономические и экологические проблемы или наоборот усугубляющие их. В то время как киберпанк представляет себе человечество все более отчуждённым от окружающей среды и поглощённым технологиями, соларпанк представляет себе ситуации, в которых технологии позволяют человечеству лучше сосуществовать с самим собой и окружающей средой. Различные истории и видения могут отражать вопросы экологической философии или, возможно, ссылаться на стремление экомодернизма к технологическим решениям, холистический взгляд глубинной экологии или сближение технологических и социальных изменений с принятием устойчивого развития.
Даже в историях, действие которых происходит в далёком будущем или в фантастических мирах, изображаются общественные неудачи, узнаваемые современной аудиторией. Эти неудачи могут включать в себя угнетающий дисбаланс богатства или власти, деградацию естественной среды обитания или природных процессов, а также последствия изменения климата. Могут присутствовать свидетельства несправедливости, такие как социальная изоляция и экологический расизм. Катастрофические последствия не обязательно предотвращаются, но соларпанк стремится представить антиутопическую перспективу. Их миры не обязательно утопичны, скорее, соларпанк стремится представить альтернативу пессимистичному антиутопическому исходу. Для достижения этой цели часто используются такие темы, как этика «сделай сам», совместное сохранение, самообеспечение, социальная инклюзивность и позитивная психология. Эта точка зрения также более близка идеалам панк-идеологии, таким как антиконсюмеризм, эгалитаризм и децентрализация, нежели киберпанк, обычно включающих главных героев с панковскими убеждениями, но в условиях, которые используются скорее как предупреждение о потенциальном будущем.
Соларпанк больше похож на стимпанк, чем на киберпанк. И стимпанк, и соларпанк представляют себе новые миры, но с разными первичными источниками энергии, паровыми двигателями и возобновляемыми источниками энергии. Однако если стимпанк больше сосредоточен на истории и использует эстетику викторианской эпохи, то соларпанк больше использует стиль модерн и смотрит в будущее. Соларпанк также имеет некоторые общие элементы с ретрофутуризмом и афрофутуризмом. Ретрофутуристическая переоценка технологий, стремление к понятной механике и неприятие таинственных технологий «чёрного ящика» встречаются в работах соларпанка. Также как и афрофутуризм противостоит массовой культурной однородности, признаёт несправедливость и использует архитектуру и технологии для исправления дисбаланса власти и проблем доступности.
Хотя соларпанк не имеет конкретной политической идеологии, он подразумевает необходимость коллективного движения за отказ от загрязняющих видов энергии. Соларпанк практикует префигуративную политику, создавая пространства, где принципы движения могут быть изучены и продемонстрированы путём их воплощения в реальной жизни. Соларпанки реализуют идеи движения различными способами, включая создание и проживание в сообществах (таких как экопоселения), выращивание собственных продуктов питания и соблюдение этики «сделай сам» — работа с тем, что доступно, включая продуманное применение технологий.

## Художественное движение и эстетика
Как художественное движение, соларпанк возник в 2010-х и 2020-х годах на фоне все большего воздействия экстремальных погодных явлений, растущего психологического воздействия изменения климата, неискоренимого экономического неравенства, а также распространения осведомлённости и протестов против социальной несправедливости. Поскольку постапокалиптика и антиутопия повсеместно присутствовали в СМИ, соларпанк стал привлекательной альтернативой. Соларпанк оптимистичен и вместе с тем реалистично подходит к решению современных проблем.
Визуальный стиль соларпанка, созданный Оливией Луизой и последующими художниками, сравнивают с модерном с его изображением растений, использованием извилистых линий, похожих на хлысты, и интеграцией прикладного искусства в изобразительное. Присутствует декоративное движение Arts and Crafts, оказавшее влияние на модерн, а его строительные формы отражают органическую архитектуру Фрэнка Ллойда Райта. В эстетике соларпанка обычно используются естественные цвета, яркие зелёные и голубые оттенки, а также аллюзии на различные культурные корни. Примерами этой эстетики являются Bosco Verticale студии Boeri в Милане, изображение Ваканды в фильме Marvel Studios «Чёрная пантера» и Ауроа в игре Tom Clancy’s Ghost Recon Breakpoint, Cities: Skylines в расширении Green Cities, а также некоторые фильмы Studio Ghibli, в частности «Небесный замок Лапута» и «Навсикая из долины ветров». Опять же, в отличие от киберпанка, который изображается как суровая и мрачная эстетика, окружённая искусственной и доминирующей строительной средой, отражающей отчуждение и подчинение, соларпанк — ярок, свет часто используется как мотив и в образах, чтобы передать чувства чистоты, изобилия и равновесия, но также, в качестве альтернативы, может использоваться для символизации чего-то, что «поглощает все под эмблемой тирании и наблюдения».

## В массовой культуре
В литературе соларпанк — это поджанр научной фантастики, хотя он также может включать элементы других видов спекулятивной фантастики, таких как фэнтези и утопическая фантастика. Это производная киберпанка, противопоставляемая киберпанку за его особую экстраполяцию влияния технологий на общество и прогресс. Персонажи киберпанка обычно являются маргиналами быстрых технологических изменений или поглощёнными технологиями, в то время как архетип соларпанка описывается как «герой-создатель», ставший свидетелем экологической катастрофы или неспособности центральных властей адаптировать кризисы или несправедливость, часто в защиту природы и таким образом, что история позволяет проиллюстрировать оптимистичный исход. Его вымыслы иллюстрируют осуществимые миры, которые не игнорируют механику или ингредиенты того, как они были созданы.
Ранее опубликованные романы, которые вписывались в этот новый жанр, включали «Обделённые» Урсулы К. Ле Гуин (1974), «Экотопия» Эрнеста Калленбаха (1975), «У кромки океана» Кима Стэнли Робинсона (1990) и «Пятая святыня» Стархоука (1993), в основном за их изображения современных миров, переходящих к более устойчивым обществам. Однако первыми явными произведениями, опубликованными в этом жанре, стали короткие рассказы в антологиях Solarpunk: Ecological and Fantastic Stories in a Sustainable World (2012) (которая стала третьей частью издательской трилогии сборников коротких рассказов, предшествующих Vaporpunk и Dieselpunk), Wings of Renewal: A Solarpunk Dragons Anthology (2015), Sunvault: Stories of Solarpunk and Eco-Speculation (2017) и Glass and Gardens (2018). В 2018 году автор Бекки Чемберс согласилась написать две соларпанк-новеллы для Tor Books и опубликовала A Psalm for the Wild-Built (2021) и A Prayer for the Crown-Shy (2022).

### Кинематограф
Проект «Свобода» — японский анимационный сериал, показывающий сосуществование человечества с природой.
В полнометражном мультфильме «Город Героев» (Big Hero 6) и одноимённом мультсериале так же присутствует тематика и эстетика соларпанка, вплетённые в инфраструктуру города Сан-Франсокио на начальных этапах развития.

### Телевидение
Компания Chobani сняла анимационный рекламный ролик, в котором показано передовое, футуристическое и мирное общество.

### Видеоигры
В Poptropica есть островной уровень под названием Time Tangled Island, в котором нужно избежать Плохого будущего и заменить его утопией в стиле solarpunk.